# August 1989
Portal Geschichte | Portal Biografien | Aktuelle Ereignisse | Jahreskalender | Tagesartikel

◄ |
19. Jahrhundert |
20. Jahrhundert
| 21. Jahrhundert

◄ |
1950er |
1960er |
1970er |
1980er
| 1990er | 2000er | 2010er | ►

◄ |
1985 |
1986 |
1987 |
1988 |
1989
| 1990 | 1991 | 1992 | 1993 | ►

◄ |
Mai 1989 |
Juni 1989 |
Juli 1989 |
August 1989 |
September 1989 |
Oktober 1989 |
November 1989 |
►
Dieser Artikel behandelt aktuelle Nachrichten und Ereignisse im August 1989.

## Tagesgeschehen

### Dienstag, 1. August 1989
- Banjul/Gambia: Präsident Dawda Jawara schlägt der Staatsführung des Senegal vor, die beiden wichtigsten Posten der Konföderation Senegambia in Zukunft zwischen ihren beiden Ländern rotieren zu lassen. Bisher nimmt der Senegal die Führungsrolle ein.[1]
- Westneuguinea/Indonesien: Zwei Dörfer im Distrikt Kiruma werden nach einem Erdbeben der Stärke 5,7 Mw von abrutschenden Erd- und Gesteinsmassen verschüttet. Es kommen nach ersten Schätzungen 120 Menschen ums Leben.[2]

### Mittwoch, 2. August 1989
- Warschau/Polen: Ministerpräsident Mieczysław Rakowski von der Vereinigten Arbeiterpartei verliert nach weniger als einem Jahr sein Amt. Das Parlament wählt seinen Parteikollegen Czesław Kiszczak zum neuen Ministerpräsidenten. Er verdankt seinen Sieg nicht nur Stimmen aus der eigenen Partei, sondern auch Stimmen aus der Demokratischen sowie aus der Bauernpartei.[3]

### Dienstag, 8. August 1989
- Berlin/Deutschland: Die Bundesrepublik Deutschland schließt ihre Ständige Vertretung im Sowjetischen Sektor der Stadt. 131 Bürger der DDR befinden sich auf dem Gelände der Liegenschaft in Berlin-Mitte. Sie wollen ihre Auswanderung aus der DDR in die Bundesrepublik erwirken, ohne dafür bei den heimischen Behörden einen Ausreiseantrag stellen zu müssen.[4]
- Moskau/Sowjetunion: Der Ministerrat der UdSSR ordnet in seinem Erlass Nummer 619 an, den Geschäftsbereich Gasförder- und Gastransportindustrie des Ministeriums für Erdöl- und Gaswirtschaft in ein gewinnorientiertes Unternehmen, allerdings in staatlicher Eigentümerschaft, zu transformieren. Der Titel des Erlasses nimmt den Namen des Unternehmens vorweg, er lautet „Gazprom“.[5]

### Donnerstag, 10. August 1989
- Frankfurt am Main/Deutschland: Die Fluggesellschaft Lufthansa fliegt mit der Verbindung Frankfurt−Leipzig erstmals ein Ziel in der Deutschen Demokratischen Republik im Liniendienst an. Die Verbindung wird am 11. August mit der Route Leipzig−Düsseldorf, deren Betrieb der Fluggesellschaft Interflug zugesprochen wurde, ein Pendant erhalten.[6]

### Montag, 14. August 1989
- Allahabad/Indien: Das Oberste Gericht des Bundesstaats Uttar Pradesh entscheidet, dass weder Anhänger des hinduistischen noch des islamischen Glaubens den Status quo an der umstrittenen Nutzungsweise der Babri-Moschee in Ayodhya in Frage stellen dürfen. Der Status quo besagt, dass Hinduisten die Moschee besuchen und die dortigen Bilder von Rama anbeten können. Damit weist das Gericht die Forderung vieler organisierter Hindus nach einer Übergabe des Moschee-Geländes, auf dem sie einen neuen Tempel zu Ehren Ramas errichten wollen, zurück.[7]
- Budapest/Ungarn, Erfurt/Deutschland: Während die Bundesrepublik Deutschland ihre Botschaft in der ungarischen Hauptstadt Budapest schließt, weil diese von 180 DDR-Bürgern belegt wird, die sich eine Auswanderung in die Bundesrepublik erhoffen, kleidet das De-facto-Staatsoberhaupt der DDR Erich Honecker (SED) sein Zutrauen in die heimische Industrie während der Vorstellung des 32-bit-Prozessors MME U80701 des Kombinats Mikroelektronik Erfurt in die Worte: „Den Sozialismus in seinem Lauf halten weder Ochs' noch Esel auf.“ Es handelt sich um den ersten öffentlichen Termin Honeckers, seit er Anfang Juli an der Gallenblase erkrankte.[8]
- Warschau/Polen: Ministerpräsident Czesław Kiszczak von der Vereinigten Arbeiterpartei erklärt seine Bemühungen zur Bildung einer neuen Regierung für gescheitert.[9]

### Mittwoch, 16. August 1989
- Berlin/Deutschland, Ungarn: Das Ministerium für Auswärtige Angelegenheiten der DDR bezichtigt die Bundesrepublik Deutschland (BRD) so genannter „völkerrechtswidriger Aktivitäten“, da diese in Ost-Berlin und im ungarischen Budapest „Obhutspflichten“ gegenüber Bürgern der DDR wahrnehme. In den diplomatischen Vertretungen der BRD in Ost-Berlin und Budapest hoffen inzwischen circa 600 DDR-Flüchtlinge auf ihre Ausreise in die BRD. Tausende ihrer Landsleute verlängern ihre Privatreise in die Ungarische Volksrepublik, deren Regierung das Abkommen über die Rechtsstellung der Flüchtlinge auf sie anwendet.[10][11]

### Freitag, 18. August 1989
- Dakar/Senegal: Die Streitkräfte Senegals werden angewiesen, ihre Präsenz im Nachbarland Gambia zu beenden. Die Sicherheitskräfte befinden sich im kleineren Gambia, um gemäß dem Vertrag über die Konföderation Senegambia gemeinsam mit den einheimischen Kräften militärische und polizeiliche Aufgaben wahrzunehmen. Vor wenigen Tagen drängte die politische Führung des Gambia auf mehr Einfluss an der Spitze der Konföderation.[12]

### Samstag, 19. August 1989
- Sopronkőhida/Ungarn: Die lokale Bevölkerung der Region Sopron und jene im Burgenland, Österreich, sollen Gelegenheit erhalten, sich bei einem so genannten „Paneuropäischen Picknick“ für die Dauer von drei Stunden zu begegnen. Es wird ein Grenztor geöffnet. Mehrere Hundert informierte Bürger der DDR nutzen die Chance, um die DDR über Ungarn und Österreich in Richtung Bundesrepublik Deutschland zu verlassen. Die Bilder der Flucht ändern den Blick auf den so genannten „Eisernen Vorhang“, dessen Überwindung scheinbar nicht mehr mit Lebensgefahr verbunden ist.[13]

### Montag, 21. August 1989

Lettische SSR: Umriss und stilisierte Flagge

- Bonn/Deutschland: Der Generalsekretär der CDU Heiner Geißler erklärt überraschten Medienvertretern, dass ihm Bundeskanzler Helmut Kohl, der zugleich Bundesvorsitzender der CDU ist, keine Gründe offenbart habe, aus denen er ihn auf dem Parteitag im September nicht mehr als Generalsekretär vorschlagen will.[14][15]
- Burgenland/Österreich: Mitglieder der ungarischen Grenzsicherung im Komitat Vas versuchen, eine Kleinfamilie aus der DDR vom Verlassen des Landes Richtung Österreich abzuhalten. Der Vater der Familie wird – bereits auf dem Gebiet des Burgenlands – versehentlich erschossen.[16]
- Riga/Sowjetunion: Die Lettische Sozialistische Sowjetrepublik erklärt ihre staatliche Souveränität.[17]

### Mittwoch, 23. August 1989

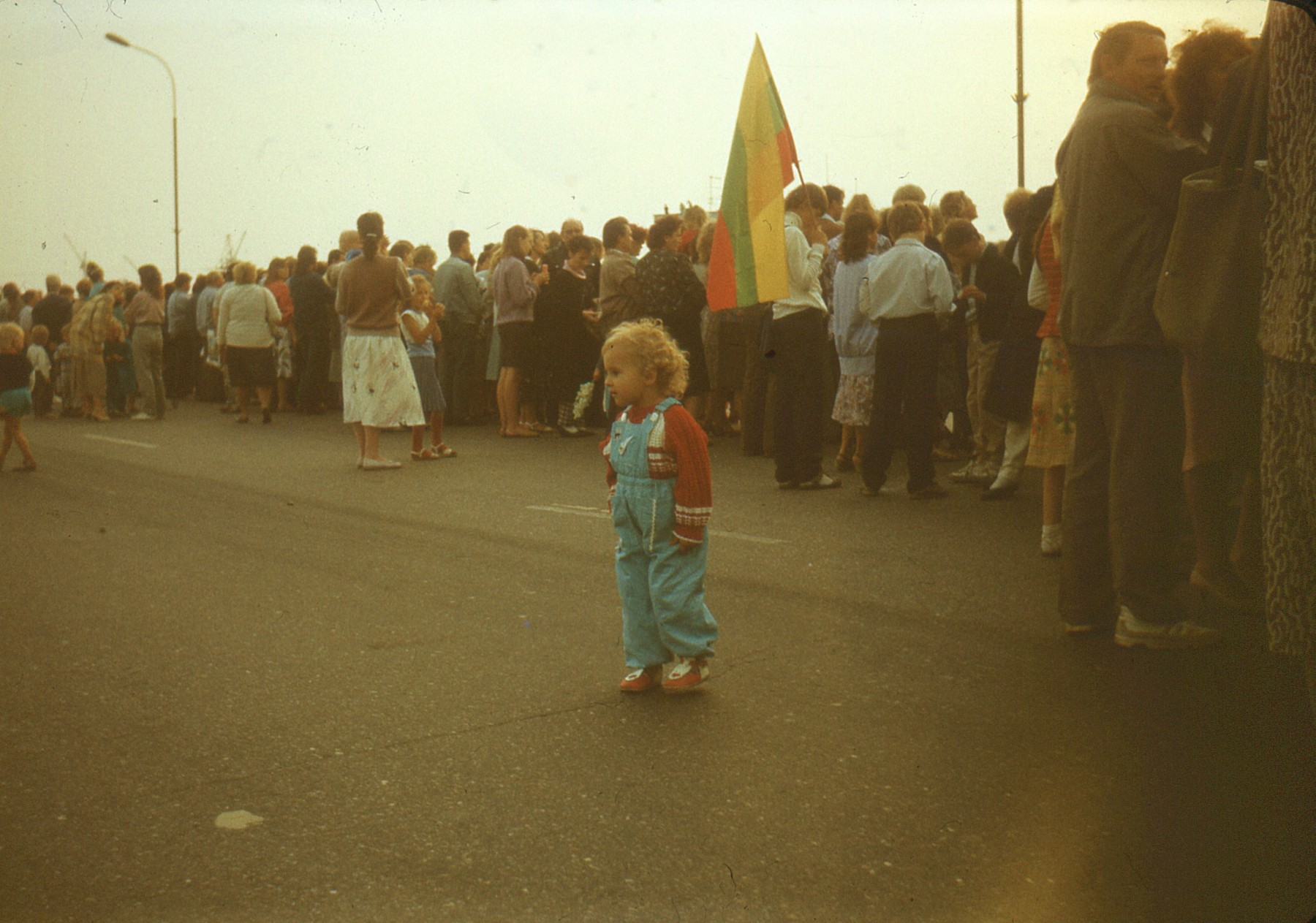
Menschenkette durch das Baltikum, hier Litauen

- Estnische SSR, Lettische SSR, Litauische SSR/Sowjetunion: Am 50. Jahrestag der Unterzeichnung des deutsch-sowjetischen Nichtangriffspakts bilden über eine Million Demonstranten eine Menschenkette durch das Baltikum, die von Tallinn bis Vilnius reicht. Gewidmet ist die Aktion der einstigen Souveränität der baltischen Staaten, die von Reichskanzler Adolf Hitler und vom damaligen Generalsekretär des Zentralkomitees der Kommunistischen Partei der Sowjetunion Josef Stalin beendet wurde.[18]

### Donnerstag, 24. August 1989
- Warschau/Polen: Der Publizist Tadeusz Mazowiecki tritt sein Amt als Ministerpräsident an. Sein Amtsvorgänger Czesław Kiszczak von der Polnischen Vereinigten Arbeiterpartei (PZPR) wird Vize-Ministerpräsident. Mazowiecki engagierte sich ab 1980 als Berater des Unabhängigen Selbstverwalteten Gewerkschaftsbunds Solidarność und ist der erste Ministerpräsident seit Gründung der Volksrepublik, der nicht der regierenden kommunistischen PZPR oder einer Vorgängerpartei angehört.[19]

### Freitag, 25. August 1989

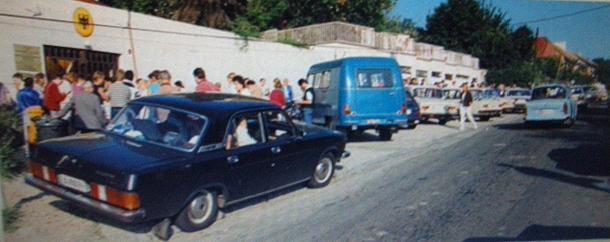
Vor der Mauer der Botschaft der Bundesrepublik Deutschland in Budapest

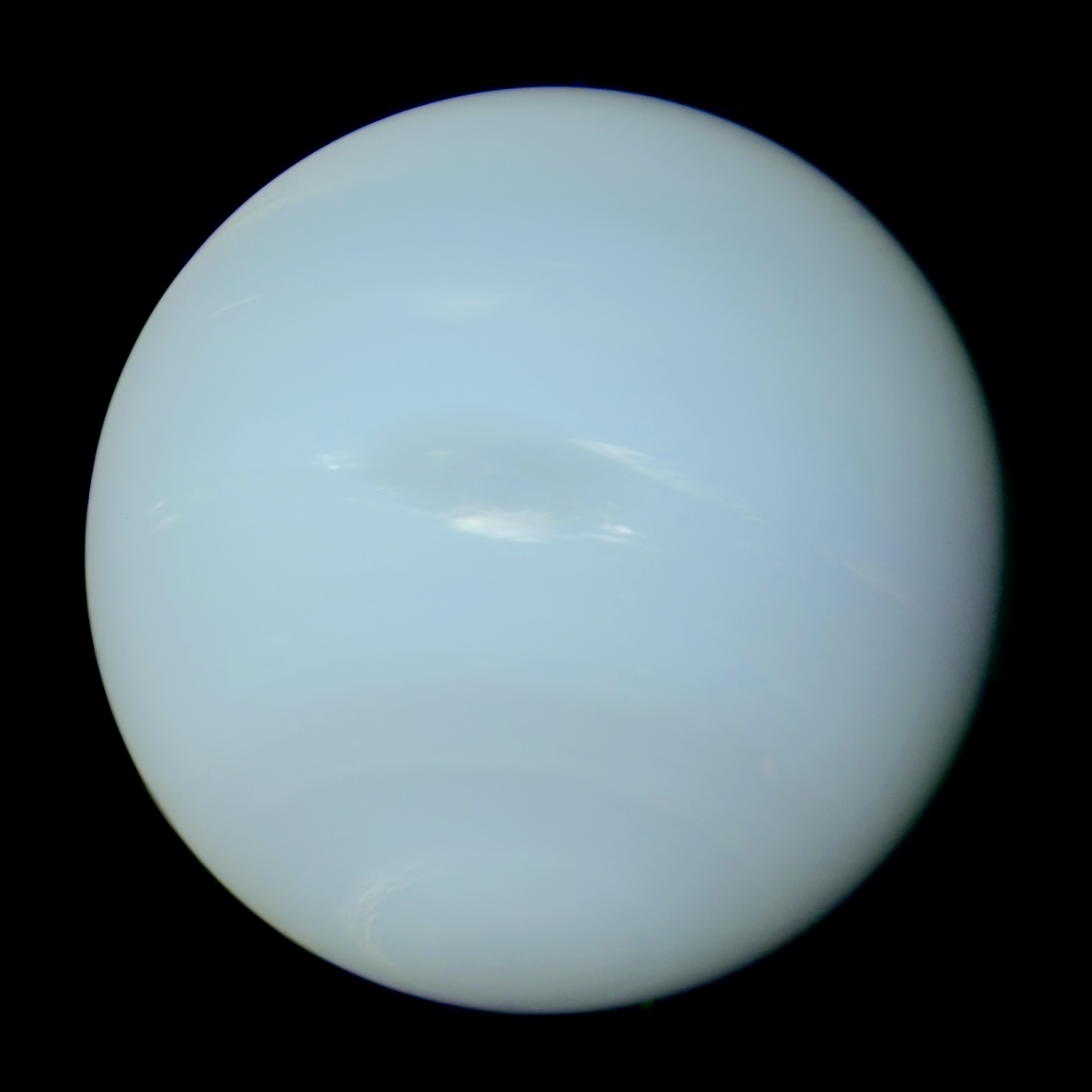
Erstmals entstehen „Nah“-Aufnahmen des Planeten Neptun

- Erftstadt/Deutschland: Bundeskanzler Helmut Kohl trifft den Ministerpräsidenten Ungarns Miklós Németh zu Gesprächen über die Probleme in der Budapester Botschaft der Bundesrepublik Deutschland, in der sich ausreisewillige DDR-Bürger festgesetzt haben. Ungarn erklärte, dass es die Flüchtlinge nicht an die DDR ausliefern werde, doch deren Ausreise in die BRD könnte der Regierung der DDR Vorwände für mehr Repression im Inneren liefern.[20]
- Sonnensystem: Die Raumsonde Voyager 2 der amerikanischen Weltraumorganisation NASA passiert den Neptun in 4.950 km Abstand und funkt Fotos des Planeten und seiner Monde zur Erde, deren Qualität das Niveau der bisher existierenden Aufnahmen weit übertrifft.[21]

### Samstag, 26. August 1989
- Paris/Frankreich: Am 200. Jahrestag der Erklärung der Menschen- und Bürgerrechte überwindet der Artist Philippe Petit auf einem Drahtseil eine Distanz von 700 m. Das Seil führt vom Palais de Chaillot zu der in rund 116 m Höhe gelegenen zweiten Etage des vor 100 Jahren erbauten Eiffelturms. Das Spektakel verfolgen 250.000 Zuschauer.[22]

### Montag, 28. August 1989
- Bogotá/Kolumbien: In einer Anti-Drogen-Kampagne verhaften Polizei und Militär binnen einer Woche circa 10.000 Verdächtige aus der Drogenszene und beschlagnahmen über 1.000 Kraftfahrzeuge, 135 Flugzeuge, 15 Helikopter und 22 Jachten sowie die Hacienda des Chefs des Medellíner Drogenkartells Pablo Escobar. Wie ein weiterer Anführer des Medellín-Kartells, Gonzalo Rodríguez Gacha, war Escobar beim Eintreffen der Sicherheitskräfte flüchtig. Die Regierung kündigte an, das 1979 mit den Vereinigten Staaten geschlossene Auslieferungsabkommen umzusetzen. Die Auslieferung würde für die Kartell-Anführer wahrscheinlich zu lebenslanger Haft führen.[23][24]

### Donnerstag, 31. August 1989
- Algier/Algerien: Zwei Jahre nach Beendigung des libysch-tschadischen Grenzkriegs einigen sich beide Länder darauf, die ungeklärte Frage der staatlichen Hoheit über den Aouzou-Streifen vor dem Internationalen Gerichtshof in Den Haag, Niederlande, zu verhandeln.[25]
- Antarktik: Am 62. Grad südlicher Breite kann bei einer partiellen Sonnenfinsternis theoretisch die größte Bedeckung der Sonne durch den Mond während dieses Ereignisses beobachtet werden. Auch die Menschen im südlichen Afrika können die Sonnenfinsternis verfolgen.[26]

## Weblinks

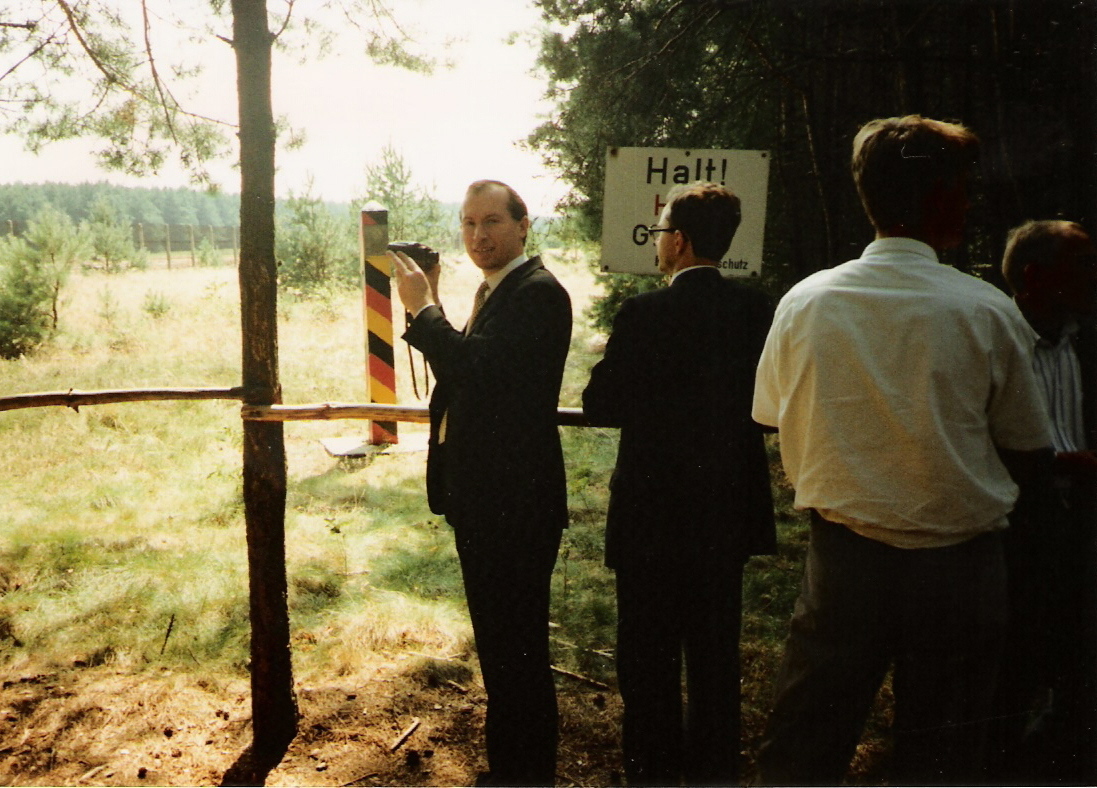
Schleswig-Holstein im August 1989